# Leonid Nikoláev
Leonid Vasílievich Nikoláev (en ruso: Леони́д Васи́льевич Никола́ев); (10 de mayo de 1904 - 29 de diciembre de 1934) fue un joven miembro del Partido Comunista Soviético y el autor del asesinato de Serguéi Kírov el 1 de diciembre de 1934.

## Joven problemático
Desde joven Nikoláyev fue problemático, era físicamente débil, enfermizo, de corta estatura y muy delgado. En su vida adulta mostraba claramente las consecuencias de una malnutrición infantil severa. Tenía dificultades para mantener un puesto y ya había sido sancionado por el partido por no aceptar los trabajos que le eran asignados si éstos no eran de su agrado.
A medida que sus dificultades iban en aumento, Nikoláyev se obsesionaba más y más con la idea de "dar un golpe" que cambiara su fortuna. Hacia fines de 1934, fue arrestado por la NKVD por merodear cerca del Instituto Smolny, sede del gobierno de Leningrado, aunque fue liberado poco después con autorización de mantener su arma habitual consigo: un revólver.

## El gran golpe
Al atardecer del 1 de diciembre de 1934, Nikoláyev regresó al Instituto Smolny, apresurándose en subir al tercer piso, donde procedió a darle un tiro a quemarropa a Serguéi Kírov, el popular jefe del Partido Comunista de Leningrado, dándole muerte de inmediato. Nikoláyev fue arrestado en el momento.
Tras el asesinato y su arresto, Nikoláyev sufrió un colapso total, siendo incapaz incluso de reconocer al propio Stalin que acudió a interrogarlo en persona. Debido a su débil estado emocional, se decidió no someterlo a un juicio público y fue juzgado en secreto el 29 de diciembre, declarado culpable del delito de "actividades contrarrevolucionarias" y sentenciado a muerte. La ejecución se llevó a cabo esa misma noche con el acostumbrado tiro en la nuca.

## Motivaciones
Ha habido muchas especulaciones respecto a las motivaciones de Nikoláyev para asesinar a Kírov, desde un asunto de mujeres (Kírov se habría involucrado con la esposa de Nikoláev, Milda Draule) hasta la implicación directa de Stalin y de sus agentes para utilizarlo como un medio para deshacerse de un rival peligroso políticamente. Si bien Stalin fue el gran beneficiado con la muerte de Kírov, su implicación en el asesinato no ha podido ser demostrada hasta ahora. Otra teoría indica que Nikoláev era simpatizante de Lev Kámenev y Grigori Zinóviev, opositores de Stalin, quienes lo incitaron a perpetrar el magnicidio.
Los familiares de Nikoláyev, y algunos otros cercanos a él, también fueron posteriormente perseguidos y encarcelados.